# Permanence
| Críticas profissionais | Críticas profissionais |
| Avaliações da crítica  | Avaliações da crítica  |
| Fonte                  | Avaliação              |
| ---------------------- | ---------------------- |
| AbsolutePunk           | 7.8/10                 |
| NME                    | 3/5                    |
| Punknews.org           | [ 3 ]                  |
| Team Rock              | Favorável              |

Permanence (em português:  Permanência) é o primeiro álbum de estúdio da banda de rock No Devotion, lançado a 25 setembro de 2015 pela Collect Records.

## Faixas
| CD  |                            |         |  |
| N.º | Título                     | Duração |  |
| 1.  | "Break"                    | 4:17    |  |
| 2.  | "Permanent Sunlight"       | 4:36    |  |
| 3.  | "Eyeshadow"                | 3:50    |  |
| 4.  | "Why Can't I Be With You?" | 4:00    |  |
| 5.  | "I Wanna Be Your God"      | 3:58    |  |
| 6.  | "Death Rattle"             | 2:52    |  |
| 7.  | "10,000 Summers"           | 4:15    |  |
| 8.  | "Night Drive"              | 6:03    |  |
| 9.  | "Stay"                     | 4:00    |  |
| 10. | "Addition"                 | 3:36    |  |
| 11. | "Grand Central"            | 5:59    |  |

## Lançamento
Em 27 de outubro de 2014, "10,000 Summers" foi lançado como um single com o lado-B, "Only Thing" e "10,000 Summers" (demo). Em 30 de junho de 2015, Permanence foi anunciado para o lançamento. Em 6 de julho, "Addition" foi lançado como um single. Permanence foi disponibilizado para fluxo de mídia em 21 de setembro. O álbum foi lançado através da Collect Records em 25 de setembro. Em outubro e novembro, a banda fez uma turnê pela Europa.